# Ткемлана
Ткемлана (груз. ტყემლანა) — село в Грузії.
За даними перепису населення 2014 року в селі проживає 303 особи.